# Агинальдо, Хилария
Хилария дель Росарио де Агинальдо (урождённая Хилария дель Росарио-и-Рейес; 17 февраля 1877 – 6 марта 1921) – первая супруга президента Филиппин Эмилио Агинальдо.
Хилария Агинальдо считается 1-й первой леди Филиппин, однако  в то время титул не использовался и не относился к супругам президентов Филиппин.

## Биография
Хилария дель Росарио-и-Рейес родилась 17 февраля 1877 года в городе Имус. Она была крещена 21 февраля того же года Андресом Гальдеано в кафедральном соборе Имус.
В 1896-м году она вышла замуж за президента Эмилио Агинальдо, когда он вступил в Катипунан, что положило начало Филиппинской революции. Во время революции Хилария Агинальдо помогала раненным солдатам и их семьям.
В 1899 году Агинальдо основала организацию с названием «Хиджас де ла Революсьон», позже ставшей «Ассоциацией де ла Крус Роха». Эта ассоциация считается «предшественницей» современного Филиппинского национального Красного Креста.
В 1900 году она была схвачена американскими войсками, а в 1901 году – её муж Эмилио Агинальдо.
Агинальдо скончалась в 1921 году от туберкулёза лёгких.

## Портреты
- Портрет Хиларии Агинальдо.
Неизвестный художник,
неизвестный год
- Фрагмент портрета Хиларии Агинальдо
- Фотография Хиларии Агинальдо.
неизвестный год

## В культуре
- Хиларию Агинальдо сыграла филиппинская актриса и модель Кристина Рейес[англ.] в фильме «Эль-президент[англ.]» 2012 года.
- Хиларию Агинальдо сыграла актриса Че Рамос[англ.] в фильме «Гойо: Мальчик-генерал[англ.]» 2018 года.